# ویلم فلور
ویلم فلور (به هلندی: Willem Floor) (زادهٔ ۱۹۴۲) ایرانشناس، کارشناس  و پژوهندهٔ تاریخ سیاسی، اجتماعی و اقتصادی اهل هلند است.

## زندگی
او تحصیلات دانشگاهی خود را در دانشگاه اوترخت و دانشگاه لیدن در رشته‌های اقتصاد توسعه و جامعه‌شناسی غیرغربی و اسلام‌شناسی انجام داد. در سال‌های ۱۹۶۳ تا ۱۹۶۷ در دانشگاه اوترخت موفق به اخذ مدارک کارشناسی و کارشناسی ارشد گردید و در سال ۱۹۷۱ درجهٔ دکترایش را در دانشگاه لیدن گرفت. فلور به زبان‌های  هلندی، لاتین،  انگلیسی،  فرانسوی،  آلمانی،  عربی و  فارسی مسلط است و با زبان‌های  ایتالیایی،  روسی،  اسپانیایی،  یونانی،  اوستایی،  فارسی میانه و  ترکی استانبولی و کردی آشنایی دارد.
طی سال‌های ۱۹۶۸ تا ۱۹۸۳ او به عناوین مختلف با وزارت‌خانهٔ توسعه و پیشرفت دانمارک همکاری می‌کرد. در سال‌های ۱۹۸۳ تا ۲۰۰۲ او به‌عنوان متخصص انرژی در بانک جهانی مشغول به کار بود. فلور اخیراً پژوهشگر مستقل شده‌است. فلور بیش از ۲۶۰ مقاله و کتاب در زمینهٔ تاریخ اجتماعی ـ اقتصادی ایران نوشته‌است.
از سال ۱۹۸۳ تا ۲۰۰۲ کارشناس انرژی در بانک جهانی بود. در همین دوره، پژوهش‌هایی از او در زمینه‌های گوناگون مربوط به تاریخ ایران و خلیج فارس منتشر شد. فلور از نویسندگان دانشنامهٔ ایرانیکا است. ویلم فلور به‌عنوان یک پژوهشگر مستقل، آثار تاریخی و ترجمه‌های متعددی را منتشر کرده‌است. فلور همچنین برنده جایزه جشنواره بین المللی فارابی برای مطالعات بشردوستانه است. او همچنین برگزیدۀ هفتمین دورۀ جهانی کتاب سال جمهوری اسلامی ایران است.

## دیدار از ایران
فلور در ۲۸ بهمن‌ماه سال ۱۳۹۵ در ایران به میزبانی بنیاد موقوفات دکتر محمود افشار در محل کتابفروشی آینده واقع در زعفرانیه یک سخنرانی ایراد کرد. نشست دیگر او در سرای اهل قلم در خیابان صبای تهران بتاریخ ۲۴ آذر ماه سال ۱۳۹۵ برگزار شد.

### تصحیح متون فارسی
- فرهنگ نصیری ترکی جغتایی، رومی، قزلباشی، روسی و قلماقی به فارسی، تألیف محمدرضا نصیری و عبدالجمیل نصیری، تصحیح با همکاری حسن جوادی و مصطفی کاچالین، انتشارات کتابخانه، موزه و مرکز اسناد مجلس شورای اسلامی، ۱۳۹۳.

### ترجمۀ آثار به فارسی
- اولین سفرای ایران و هلند: شرح سفر موسی بیک سفیر شاه عباس به هلند و سفرنامه یان اسمیت سفیر هلند در ایران، ترجمۀ داریوش مجلسی و حسین ابوترابیان، انتشارات طهوری، ۱۳۵۶.
- اشرف افغان بر تختگاه اصفهان(به روایت شاهدان هلندی)، ترجمۀ ابوالقاسم سری، انتشارات توس، ۱۳۶۷.
- حکومت نادرشاه: به روایت منابع هلندی، ترجمۀ ابوالقاسم سری، انتشارات توس، ۱۳۶۸.
- اختلاف تجارتی ایران و هلند و بازرگانی هلند در عصر افشاریان و زندیان (۱۷۱۲ ـ ۱۷۱۵)، ترجمۀ ابوالقاسم سری، انتشارات توس، ۱۳۷۱.
- نظام قضایی عصر صفوی، ترجمۀ حسن زندیه، انتشارات پژوهشگاه حوزه و دانشگاه، ۱۳۸۱.
- سلامت مردم در ایران عصر قاجار، ترجمۀ ایرج نبی‌پور، دانشگاه علوم پزشکی و خدمات بهداشتی درمانی بوشهر، ۱۳۸۷.
- اقتصاد و سیاست عصر صفوی عصر صفوی، ترجمۀ حسن زندیه، انتشارات پژوهشگاه حوزه و دانشگاه، ۱۳۸۷.
- نظام قضایی عصر قاجار و پهلوی، ترجمۀ حسن زندیه، انتشارات پژوهشگاه حوزه و دانشگاه، ۱۳۸۸.
- تاریخ اجتماعی روابط جنسی در ایران، ترجمۀ محسن مینوخِرَد، انتشارات فردوسی، ۱۳۸۹.
- صنایع کهن در دوره ی قاجار، ترجمۀ علیرضا بهارلو، انتشارات پیکره، ۱۳۹۳.
- تاریخچه مالی - مالیاتی ایران از صفویه تا پایان قاجاریه: ۱۳۴۴-۹۰۶ق./۱۹۲۵-۱۵۰۰م.، ترجمۀ مرتضی کاظمی‌یزدی، نشر تاریخ ایران، ۱۳۹۴.
- اصناف و تجار در ایران قرن نوزدهم، ترجمۀ فاطمه ذوعلم، انتشارات امیرکبیر، ۱۳۹۵.
- نقاشی دیواری در دوره‌ی قاجار: نقاشی‌های دیواری و گونه‌های دیگر دیوارنگاری در ایران قاجار، ترجمۀ علیرضا بهارلو، انتشارات پیکره، ۱۳۹۵.[۷]
- دیوان‌سالاری عصر صفوی، ترجمۀ حسن زندیه، انتشارات پژوهشگاه حوزه و دانشگاه، ۱۳۹۷.
- تاریخ نان در ایران، ترجمۀ صبا کارخیران، انتشارات ایران‌شناسی، ۱۳۹۸.
- خلیج فارس، اعراب هوله سواحل شیبکوه ایران، ترجمۀ سارا دیانت؛ الناز بلوری‌فرد و فاطمه رستمی، نشر سازمان نظام مهندسی معدن ایران، ۱۳۹۸.[۸]
- خلیج فارس، ناگفته های جزیره خارگ، ترجمۀ الناز بلوری فرد و محسن شریف نژاد، نشر نگاه، ۱۳۹۹.[۹]
- کشاورزی ایران در دورهٔ قاجار، ترجمۀ شهرام غلامی، انتشارات علمی و فرهنگی، ۱۳۹۹.
- تاریخ تئاتر ایران، ترجمۀ علیرضا براتی مقدم، نشر ژرف، ۱۴۰۰.
- طبقه کارگران و صنعت در ایران (۱۳۲۰-۱۲۹۹)، ترجمۀ رضا آذین، نشر خزه، ۱۴۰۱.

### دیگر آثار
- خلیج فارس در ۵ مجلد:
- جلد اول: تاریخ سیاسی و قتصادی پنج شهر بندری از ۱۵۰۰ تا ۱۷۳۰
- جلد دوم: برآمدن عرب‌های خلیج از ۱۷۴۷ تا ۱۷۹۲
- جلد سوم: ظهور و سقوط بندر لنگه
- جلد چهارم: بندرعباس: دروازه آبی طبیعی جنوب‌شرقی ایران
- جلد پنجم: خلیج فارس و مناطق داخلی کشور: بوشهر، برازجان، کازرون و بندرعباس
- عناوین و یادبودها در ایران صفوی: یک راهنما درباره حکومت صفویان
- سفرها در شمال ایران از ۱۷۷۰ تا ۱۷۷۴
- ظهور و سقوط نادر شاه
- بازی‌های ایرانی

## ترجمه‌ها
- باغ رز بهشتی: تاریخ شیروان و داغستان
- مردی از دو جهان، پتروس بدیک در ایران ۱۶۷۰ تا ۱۶۷۵
- به یاد زنی مسلمان در مبارزه برای آموزش مردمانش از ۱۹۰۷ تا ۱۹۳۱
- سفرهای اولیا چلبی در ایران و قفقاز از ۱۶۴۷ تا ۱۶۵۴